# Sigillo
Sigillo település Olaszországban, Umbria régióban, Perugia megyében. Lakosainak száma 2335 fő (2023. január 1.). Sigillo Gubbio, Costacciaro, Fossato di Vico és Fabriano községekkel határos.

## Népesség
A település lakossága az elmúlt években az alábbi módon változott:
| Lakosok száma | 2371 | 2355 | 2335 |
|               | 2017 | 2018 | 2023 |